# Stephania bancroftii
Stephania bancroftii är en tvåhjärtbladig växtart som beskrevs av Frederick Manson Bailey. Stephania bancroftii ingår i släktet Stephania och familjen Menispermaceae. Inga underarter finns listade i Catalogue of Life.